# Parafia św. Rity z Cascii w Warszawie
Parafia świętej Rity z Cascii w Warszawie – parafia rzymskokatolicka należąca do dekanatu grochowskiego, diecezji warszawsko-praskiej, metropolii warszawskiej Kościoła katolickiego. 